# Peritrophon
Peritrophon is een geslacht van uitgestorven weekdieren uit de klasse van de Gastropoda (slakken).

## Soort
- Peritrophon decoratus Marwick, 1931 †